# Colin Kapp
Pour les articles homonymes, voir Kapp.
Œuvres principales
- Série Chaos

Colin Kapp, né le 3 avril 1928 à Londres et mort le 3 août 2007 , est un écrivain britannique de science-fiction. Il est célèbre pour ses histoires concernant les « ingénieurs non-orthodoxes » (« Unorthodox Engineers »).

## Œuvres

### SérieCageworld
1. (en) Search for the sun!, 1982Également publié sous le titre Cageworld
2. (en) The Lost worlds of Cronus, 1982
3. (en) The Tyrant of Hades, 1984
4. (en) Star Search, 1984

### SérieChaos
- Les Formes du chaos, Albin Michel, coll. Super-Fiction no 20, 1977 ((en) The Patterns of Chaos, 1972)  (ISBN 2-226-00364-9)
- L'Arme du chaos, Albin Michel, coll. Super-Fiction no 42, 1979 ((en) The Chaos Weapon, 1977)  (ISBN 2-226-00818-7)

### Autres romans
- (en) The Dark Mind, 1964Également publié sous le titre Transfinite Man
- (en) The Wizard of Anharitte, 1973
- (en) The Survival Game, 1976
- Manalone, OPTA, coll. Galaxie-bis no 78, 1982 ((en) Manalone, 1977)  (ISBN 2-7201-0143-5)
- Commandos Para-lon, Albin Michel, coll. Super-Fiction no 55, 1982 ((en) The Ion War, 1978)  (ISBN 2-226-01495-0)
- (en) The Timewinders, 1980

### Nouvelles

#### Unorthodox Engineers
- (en) The Railways Up on Cannis, 1959
- (en) The Subways of Tazoo, 1964
- (en) The Pen and the Dark, 1966
- (en) Getaway from Getawehi, 1969
- (en) The Black Hole of Negrav, 1975

Toutes les nouvelles ont été réunies dans The Unorthodox Engineers (1979).

#### Autres nouvelles
- (en) Breaking Point, 1959
- (en) Survival Problem, 1959
- (en) Lambda I, 1962
- (en) The glass of Largo, 1963, trad. Marcel Battin[1]
- (en) The Night-Flame, 1964
- (en) Hunger Over Sweet Waters, 1965
- (en) Ambassador to Verdammt, 1967
- (en) The Imagination Trap, 1967
- (en) The Cloudbuilders, 1968
- (en) I Bring You Hands, 1968
- (en) Gottlos, 1969A inspiré le jeu de Steve Jackson, Ogre[2]
- (en) The Teacher, 1969
- (en) Letter from an Unknown Genius, 1971
- (en) What the Thunder Said, 1972
- (en) Which Way Do I Go For Jericho?, 1972
- (en) The Old King's Answers, 1973
- (en) Crimescan, 1973
- (en) Mephisto and the Ion Explorer, 1974
- (en) War of the Wastelife, 1974
- (en) Cassius and the Mind-Jaunt, 1975
- (en) Something in the City, 1984
- (en) An Alternative to Salt, 1986